# Анрі Савіньї
Жан Батіст Анрі Савіньї (фр. Jean Baptiste Henri Savigny, 1793–1843) — французький хірург і лікар на борту корабля Медуза. Під час корабельної аварії він був одним з трьох офіцерів-добровольців, які сіли на рятувальний пліт разом з 152 потерпілими.
Савіньї був одним з 15 чоловік, які вижили. У донесенні для французького міністерства морського флоту він описує жахливі випробування, що випали на долю тих, хто дрейфував на плоту, зокрема він засвідчив про факти канібалізму. Савіньї детально розповів про свої переживання на плоту французькому художнику Жеріко, який під цим впливом написав відоме полотно Пліт Медузи, що зараз зберігається в Луврі.
Анрі Савіньї запровадив науковий термін фосфен.

## Праці
- У співавторстві з Александром Корреаром, Naufrage de la frégate la Méduse, faisant partie de l'expédition du Sénégal, en 1816, Altaïr, Neuilly-sur-Seine, 2000, XIII-366 p. (réédition en fac simile)
- SAVIGNY, Jean Baptiste Henri. — Observations sur les effets de la faim et de la soif éprouvées après le naufrage de la frégate du Roi la Méduse en 1816, thèse de médecine de Paris n° 84, 1818 — докторська дисертація Савіньї про вплив голоду і спраги на потерпілих з «Медузи».